# Andrena amarilla
Andrena amarilla är en biart som beskrevs av Cockerell 1949. Andrena amarilla ingår i släktet sandbin, och familjen grävbin. Inga underarter finns listade i Catalogue of Life.